# Син планински виреон
Синият планински виреон (Vireo osburni) е вид птица от семейство Vireonidae. Видът е почти застрашен от изчезване.

## Разпространение
Видът е разпространен в Ямайка.